# Vincze Gábor (levéltáros)
Vincze Gábor (1851 - Szécsény, 1879. december 13.) országos levéltári fogalmazó, köz- és váltóügyvéd.

## Életpályája
Előbb a Nemzeti Múzeum könyvtárának munkatársa, majd 1875-től a Magyar Országos Levéltár fogalmazója. Itt a diplomatikai osztályon a mohácsi vészig terjedő oklevelek rendezésével és regesztálásával foglalkozott. Az Országos régészeti és embertani társulat tagja volt. 
Több cikke jelent meg az Archaeologiai Értesítőben, a Hazai Okmánytárban, a Magyar Könyvszemlében, a Századokban és a Történelmi Tárban. Dóczi Orbán kincstartó életéről írt műve befejezetlen maradt.

## Művei
- Magyarország népeiről. (Schwartner-díjat nyert pályamű)
- A magyarországi pálosok irodalmi működése, Magyar Könyvszemle 1878 I.